# 亚历山大·列梅兹科夫
亚历山大·亚历山德罗维奇·列梅兹科夫（俄语：Александр Александрович Ремезков，羅馬化：Aleksandr Aleksandrovich Remezkov，1962年4月7日—）是俄罗斯政治人物，第六届、第七届、第八届国家杜马代表。
1990年代初，列梅兹科夫开始经商。 1994年至1998年，他担任企业协会Eksim的财务总监。 1998年当选克拉斯诺达尔边疆区立法议会代表。2001年，他被任命为克拉斯诺达尔边疆区政府首脑。2002年至2008年，他担任克拉斯诺达尔边疆区副州长，州长为亚历山大·特卡乔夫。2008年，他担任俄罗斯工业家和企业家联盟克拉斯诺达尔地区分会的负责人。2011年至2016年，担任克拉斯诺达尔边疆区第六届国家杜马代表。2016年和2021年连任第七届、第八届国家杜马代表。

## 制裁
列梅兹科夫于2022年因俄乌战争而受到英国政府制裁。